# Револьвер Хилла
Револьвер Хилла (англ. Hill revolver) — револьвер (британский патент #3645 1878) сконструированный британским оружейником Уильямом Джеймсом Хиллом в 1878 году. Хилл, живший в Бирмингеме и Лондоне, занимался изготовлением ружей, винтовок, пистолетов и револьверов, в период между 1860—1897 годом. Револьвер существовал в версии 320 калибра, со складным спуском, и в версии 380 калибра с нескладывающимся спуском защищённым спусковой скобой.

## Конструкция
Револьвер раскрывающегося типа. Выбрасывание гильз автоматическое. Оружие оснащено двумя осями: задняя — там, где верхняя часть рамки соединена с неподвижной казённой частью, передняя — где ствол соединен с рамкой. Для открытия оружия, нужно нажать на плоский рычаг в нижней передней части рамки и приподнять ствол (вращая его вокруг задней оси). Когда ствол находится в вертикальном положении, рычаг фиксируется. При нажатии на ствол осуществляется поворот уже вокруг передней оси. Потом выступ на передней части рамки, соединенный со стержнем экстрактора, входит в зацепление с рычагом и опускается вниз, выталкивая зубчатый экстрактор, он выталкивает стреляные гильзы[страница не указана 3716 дней].